# 呪いの心霊映像
呪いの心霊映像（のろいのしんれいえいぞう）は、2010年から2013年まで発売されていたホラー・オリジナルビデオ・シリーズ。

## 概要
一般投稿による映像を再編集した作品から構成され、公式サイトでは映像の募集も行われていた。製作は『呪いの心霊映像』製作委員会。心霊研究家の佐々木良夫がプロデューサーを務めている。
タイトルは当初、『投稿されてきた!呪いの心霊映像』であったが、第5巻から「投稿されてきた!」を外した『呪いの心霊映像』というタイトルになっている。長さは、1作あたり約60分で構成されている。シリーズ第4巻と第5巻の間には、83分に拡大した同シリーズ第1巻から第4巻までの総集編となる『投稿されてきた！呪いの心霊映像最恐セレクション』が発売された。
タイトルが酷似している『ほんとにあった! 呪いのビデオ』とは関係のないビデオシリーズだが、『ほんとにあった! 呪いのビデオ』で演出補を務めていた菊池宣秀がシリーズ第7巻から監督を務めた。

## スタッフ
プロデューサー
- 佐々木良夫（第1巻 - 第8巻）

監督（構成・編集・演出）
- 菊池宣秀（第7巻 - 第8巻）
- 三上丈太郎（第5巻 - 第6巻）
- 佐々木良夫（第1巻 - 第4巻）

演出補
- 福井早野香（第7巻 - 第8巻）
- 米倉祐依（第4巻、第7巻 - 第8巻）
- 岡庭圭（第5巻 - 第6巻）
- 太田仁志（第5巻 - 第6巻）
- 関口英次（第3巻 - 第4巻）
- 犬童一利（第1巻 - 第4巻）
- 金森啓子（第1巻 - 第3巻）

音響効果
- 小林直幸（第1巻 - 第8巻）
- POZO（第7巻 - 第8巻）
- 岡庭圭（第5巻 - 第6巻）
- 佐々木良夫（第1巻 - 第4巻）

## シリーズ一覧

### 通常版
| 作品名                          | 発売日         | 構成・編集・演出 | 演出補                       | 音響効果             |
| ------------------------------- | -------------- | ---------------- | ---------------------------- | -------------------- |
| 投稿されてきた！呪いの心霊映像  | 2010年12月24日 | 佐々木良夫       | 金森啓子、犬童一利           | 小林直幸、佐々木良夫 |
| 投稿されてきた！呪いの心霊映像2 | 2011年04月25日 | 佐々木良夫       | 金森啓子、犬童一利           | 小林直幸、佐々木良夫 |
| 投稿されてきた！呪いの心霊映像3 | 2011年09月02日 | 佐々木良夫       | 金森啓子、関口英次、犬童一利 | 小林直幸、佐々木良夫 |
| 投稿されてきた！呪いの心霊映像4 | 2012年02月03日 | 佐々木良夫       | 犬童一利、関口英次、米倉祐依 | 小林直幸、佐々木良夫 |
| 呪いの心霊映像5                 | 2012年09月07日 | 三上丈太郎       | 岡庭圭、太田仁志             | 小林直幸、岡庭圭     |
| 呪いの心霊映像6                 | 2013年01月11日 | 三上丈太郎       | 岡庭圭、太田仁志             | 小林直幸、岡庭圭     |
| 呪いの心霊映像7                 | 2013年05月02日 | 菊池宣秀         | 米倉祐依、福井早野香         | 小林直幸、POZO       |
| 呪いの心霊映像8                 | 2013年07月05日 | 菊池宣秀         | 米倉祐依、福井早野香         | 小林直幸、POZO       |

### 総集編
| 作品名                                         | 発売日       | 構成・編集・演出 | 演出補                                 | 音響効果             |
| ---------------------------------------------- | ------------ | ---------------- | -------------------------------------- | -------------------- |
| 投稿されてきた！呪いの心霊映像最恐コレクション | 2012年6月8日 | 佐々木良夫       | 犬童一利、関口英次、米倉祐依、金森啓子 | 小林直幸、佐々木良夫 |

## 特番提供
TBSで放送の単発特別番組・「スパモク!!」枠放送の特集である「世界の恐怖映像」の中から映像提供を貰っている。